# ریتشکی ف اورلیتسکیخ هوراخ
ریتشکی ف اورلیتسکیخ هوراخ (به چکی: Říčky v Orlických horách) یک منطقهٔ مسکونی در جمهوری چک است که در ناحیه ریخنوف ناد کنیژنوو واقع شده‌است. ریتشکی ف اورلیتسکیخ هوراخ ۸۹ نفر جمعیت دارد.